# UFC Fight Night: Overeem vs. Harris
UFC Fight Night: Overeem vs. Harris fue un evento de artes marciales mixtas producido por Ultimate Fighting Championship originalmente planeado para el 11 de abril de 2020 en Moda Center en Portland, Oregon, Estados Unidos. Debido a la pandemia de COVID-19, el evento finalmente se pospuso.